# Crónicas de la tarde
Crónicas de la tarde fue un programa de televisión de actualidad argentino, conducido por Mónica Gutiérrez, de lunes a viernes de 14:30 a 16:00 (UTC -3), emitido por eltrece.

## Sinopsis
El programa de investigación tenía como eje temático casos policiales recientes como así también aquellos resonantes e impactantes que forman parte de los anales de la historia criminal argentina.
Mónica Gutiérrez estaba al frente de este ciclo, acompañada por un equipo de profesionales entre los que se destacan el Dr. Enrique De Rosa, Christian Poletti y Ricardo Canaletti, además de los móviles en vivo desde el lugar de los hecho a cargo de Germán Mónaco, Ignacio Juliano y Martín Candalaft. Asimismo, participaron médicos, abogados, psicólogos y criminalistas.

## Equipo

### Conductora
- Mónica Gutiérrez (2020)

### Equipo periodístico
- Ricardo Canaletti (2020)
- Enrique de Rosa (2020)
- Christián Poletti (2020)
- Olga Fernández Chávez (2020)

### Cronistas
- Germán Mónaco (2020)
- Ignacio Juliano (2020)
- Martín Candalaft (2020)

## Audiencias
A lo largo de sus 105 emisiones al aire, el programa tuvo un promedio general de 4.4 de rating.